# Makak ciemny
Makak ciemny (Macaca hecki) – słabo poznany gatunek ssaka naczelnego z podrodziny koczkodanów (Cercopithecinae) w obrębie rodziny koczkodanowatych (Cercopithecidae).

## Taksonomia
Gatunek po raz pierwszy zgodnie z zasadami nazewnictwa binominalnego opisał w 1901 roku niemiecki zoolog Paul Matschie, nadając mu nazwę Papio (Inuus) hecki. Miejsce typowe to Buol, Tengah, Celebes, Indonezja. Okazem typowym był samiec żyjący w Ogrodzie Zoologicznym w Berlinie.
M. hecki należy do grupy gatunkowej silenus. M. hecki krzyżuje się z M. tonkeana na obszarze skupionym na drodze z Tawaeli do Toboli, która przecina podstawę północnej półwyspowej części wyspy, na północny wschód od Palu oraz prawdopodobnie z M. nigrescens na wschód od Gorontalo oraz w dorzeczach rzek Bolango i Bone. 
Autorzy Illustrated Checklist of the Mammals of the World uznają ten takson za gatunek monotypowy.

### Etymologia
- Macaca: port. macaca, rodzaj żeński od macaco „małpa”; Palmer sugeruje, że nazwa ta pochodzi od słowa Macaquo oznaczającego w Kongu makaka i została zaadoptowana przez Buffona w 1766 roku[8].
- hecki: prof. Ludwig Franz Friedrich Georg Heck (1860–1951), niemiecki zoolog[9].

## Zasięg występowania
Makak ciemny występuje endemicznie na północno-zachodnim Celebesie od podstawy północnej, półwyspowej części (przesmyk Palu) na północny zachód do nieco na wschód od Gorontalo.

## Morfologia
Długość ciała (bez ogona) samic 50–57 cm, samców 56–68 cm, długość ogona 2–3 cm; masa ciała samic 7–8 kg, samców 8–10 kg. Zwierzę posiada kieszenie policzkowe, w których magazynuje żywność podczas żerowania.

## Ekologia
Zwierzę żyje w stadach. Przeciętna grupa liczy sobie od 10 do 20 małp. Dorastające samice pozostają w swej rodzinnej grupie, samce natomiast opuszczają ją niedługo przed dojrzewaniem. W obrębie stada występuje hierarchia. Napotkanie osobnika tego samego gatunku nie zaliczającego się do grupy skutkuje wydawaniem odgłosów. W użyciu są także grymasy: małpa podnosi wargi, odsłaniając zaciśnięte zęby. Wpatrywanie się z niewidocznymi z kolei zębami oznacza pogróżkę. Zwierzę zamieszkuje lasy deszczowe – zarówno pierwotne, jak i zmienione działalnością człowieka.
Aktywność prawdopodobnie przypada na dzień. Wiodą częściowo nadrzewny tryb życia. Poruszają się na czterech kończynach. Żywią się owocami.
Po ciąży rodzi się pojedyncze młode.

## Status
IUCN przypisuje gatunkowi status narażonego na wyginięcie (VU – ang. vulnerable).
Główne zagrożenie stanowi dla niego utrata i fragmentacja środowiska życia gatunku. Poza tym miejscowi rolnicy mają bardzo złą opinię o zwierzęciu, uznając je za szkodnika. W efekcie pada on ich ofiarą.
Makaka ciemnego wymienia załącznik II CITES.